# Annie Sinanduku Mwange
Annie Sinanduku Mwange és una minera i activista congolesa. El 2024 va ser inclosa en la llista de les 100 dones més influents del món de la BBC.

## Trajectòria
El 2010, Mwange va posar en marxa un programa orientat a nenes i nens orfes a Kailo, però no aconseguia arribar a molts d'ells perquè es trobaven treballant a les mines. Mwange va ser conscient que era necessari millorar els mitjans de subsistència de les dones per a, conseqüentment, erradicar el treball infantil. A més, al Congo la meitat de les persones que exploten la mina de manera artesanal són dones, i malgrat això continuen sofrint situacions d'assetjament sexual i desigualtat. Per això, Mwange va començar a liderar un moviment de base per a combatre la desigualtat i l'assetjament sexual en la indústria minera.
Mwange va fundar Asefa, una organització de la societat civil que va implantar un programa pilot d'educació i formació que va contribuir a canviar dinàmiques de gènere i a millorar la salut i la seguretat de les dones de Kailo entorn de les mines. I també es va convertir en presidenta de la Xarxa Nacional de Dones Mineres (Renafem), un moviment de base que s'estén per les 26 províncies del Congo, ric en minerals, per a lluitar pels drets de les dones en la mineria.
Com a estratègia per a evitar les situacions de desigualtat i assetjament sexual, Mwange vol que les dones de la seva xarxa siguin propietàries i ocupin llocs de comandament de les explotacions mineres, en lloc de les labors perifèriques que els han escomanat sempre, com la rentada del mineral extret, de manera que s'eviti així l'explotació i la discriminació sexual per part dels homes de la mina: «Les dones són sistemàticament subestimades i ignorades, fins i tot per les organitzacions internacionals». Per a aconseguir-ho, van començar a buscar inversors que concedissin préstecs a les dones emprenedores (de vegades veïns i familiars) i van arribar a aconseguir que almenys 56 d'elles s'hagin convertit, igual que Mwange, en mère boss o mare cap. Els seus plans preveuen organitzar cooperatives per organittzar els recursos i atraure inversors. A més, va rebre el suport de la Iniciativa Humanitària de Harvard i el finançament de l'Agència dels Estats Units per al Desenvolupament Internacional.

## Reconeixements
El 2024, un article periodístic de Mélanie Gouby a The Guardian que narrava la història d'Annie Sinanduku Mwange, va ser nominat al One World Mitjana Award, un premi que reconeix la millor cobertura realitzada sobre narratives del sud global. Aquest mateix any, Mwange va ser reconeguda com una de les 100 dones més influents de 2024 per la BBC.